# Dudhsagar-Wasserfälle
Die Dudhsagar-Wasserfälle (englisch Dudhsagar Falls) sind die Wasserfälle des Flusses Mandovi im indischen Bundesstaat Goa. Sie befinden sich im Distrikt South Goa im Taluka Dharbandora unweit der Grenze zum Bundesstaat Karnataka. Die Wasserfälle haben eine Gesamthöhe von 310 Metern, sie bestehen aus mehreren Stufen und bilden dabei Gumpen. Die Breite beträgt ca. 30 Meter. Die Wassermenge schwankt sehr stark, zur Zeit der Monsunregen von Juni bis September sind die Fälle besonders wasserreich und von März bis Juni entsprechend wasserarm.

## Lage
Die Wasserfälle befinden sich im Gebirgszug der Westghats. Sie liegen im Bhagwan Mahavir Wild Life Sanctuary nur wenige Kilometer vom Ort Collem entfernt. Die Straßenentfernung zu Goas Hauptstadt Panaji beträgt 60 km. Eine Besonderheit ist die eingleisige Eisenbahnlinie Margao-Belagavi, die sich mit vielen Kehren von der Küste ins Hochland Dekkan schlängelt und dabei auf einer Steinbrücke die Dudhsagar-Wasserfälle im unteren Drittel kreuzt. Die Brücke ist eine beliebte Stelle für Foto- und Filmaufnahmen. Die gute Erreichbarkeit per Bahn fördert zudem den Tourismus. Der umliegende Park verfügt über eine Vielfalt an Pflanzen und Tieren und zieht ebenfalls viele Besucher an.

## Legende
In der lokalen Sprache Konkani bedeutet der Name Dudhsagar „Milchsee“. Nach der Legende badete die Tochter eines mächtigen Königs, der in der Nähe seinen Palast hatte, öfters im See zum Fuße der Wasserfälle. Nach dem Bad trank sie gewöhnlich einen Becher mit gesüßter Milch. Eines Tages wurde sie dabei von einem jungen Prinzen überrascht. Um sich zu verhüllen, vergoss sie die Milch wie einen Vorhang um sich herum, während die Magd schnell ihre Kleider besorgte. Die Milch erinnert an die Gischt und den Schaum der Wasserfälle zu Monsunzeiten.

## Galerie

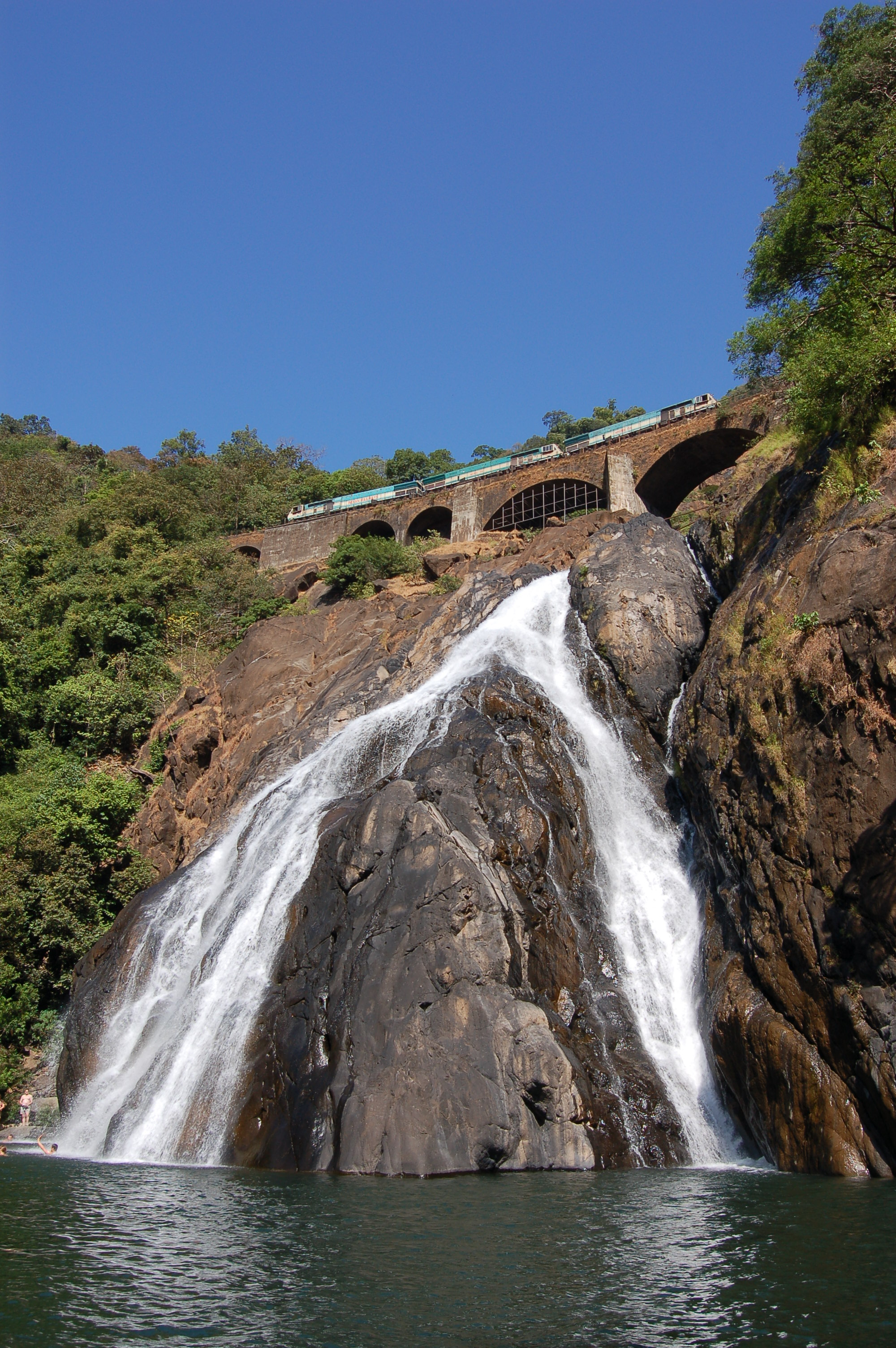
Unterer Teil der Dudhsagar Falls
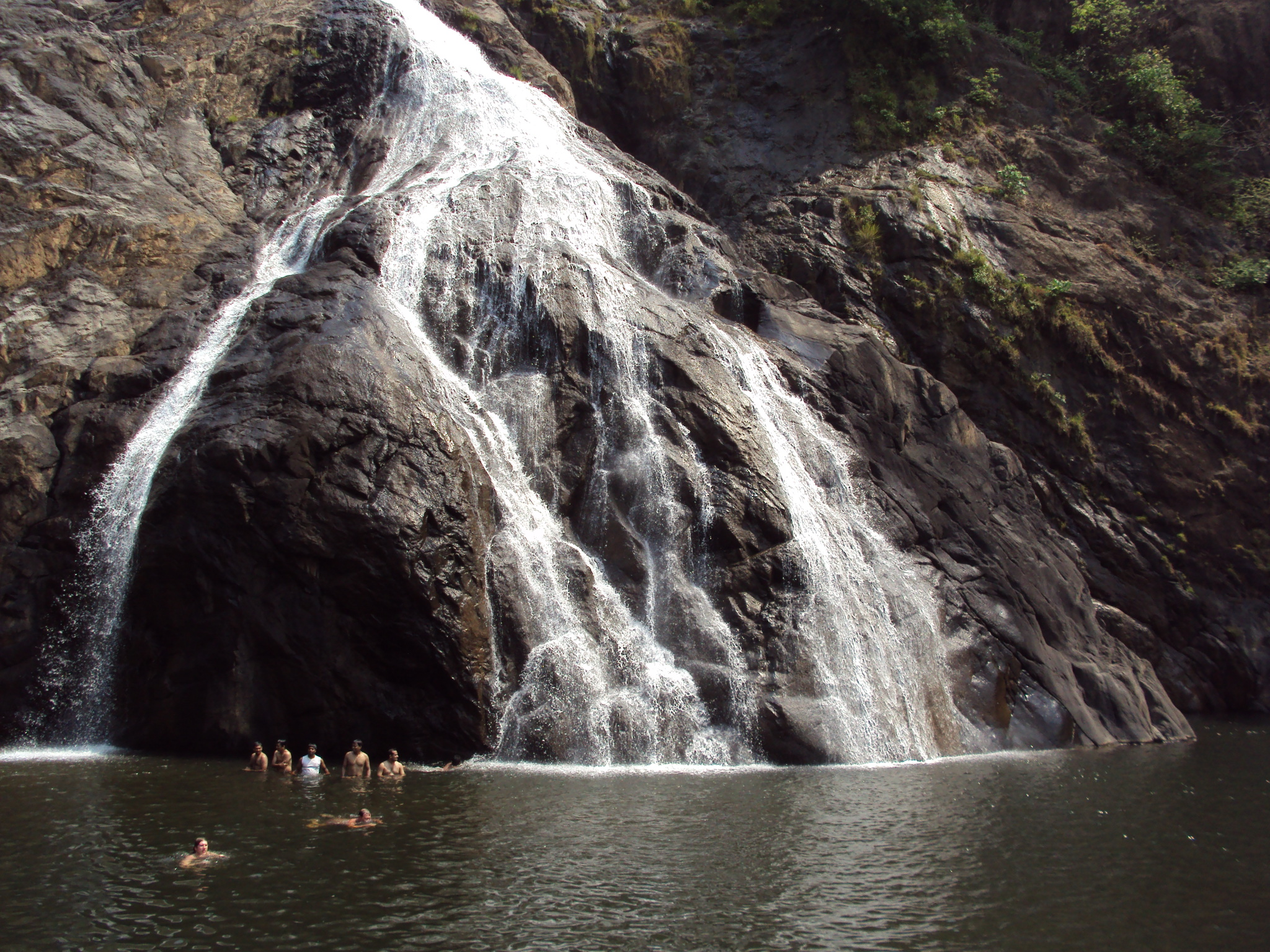
Gumpe am Ende der Wasserfälle
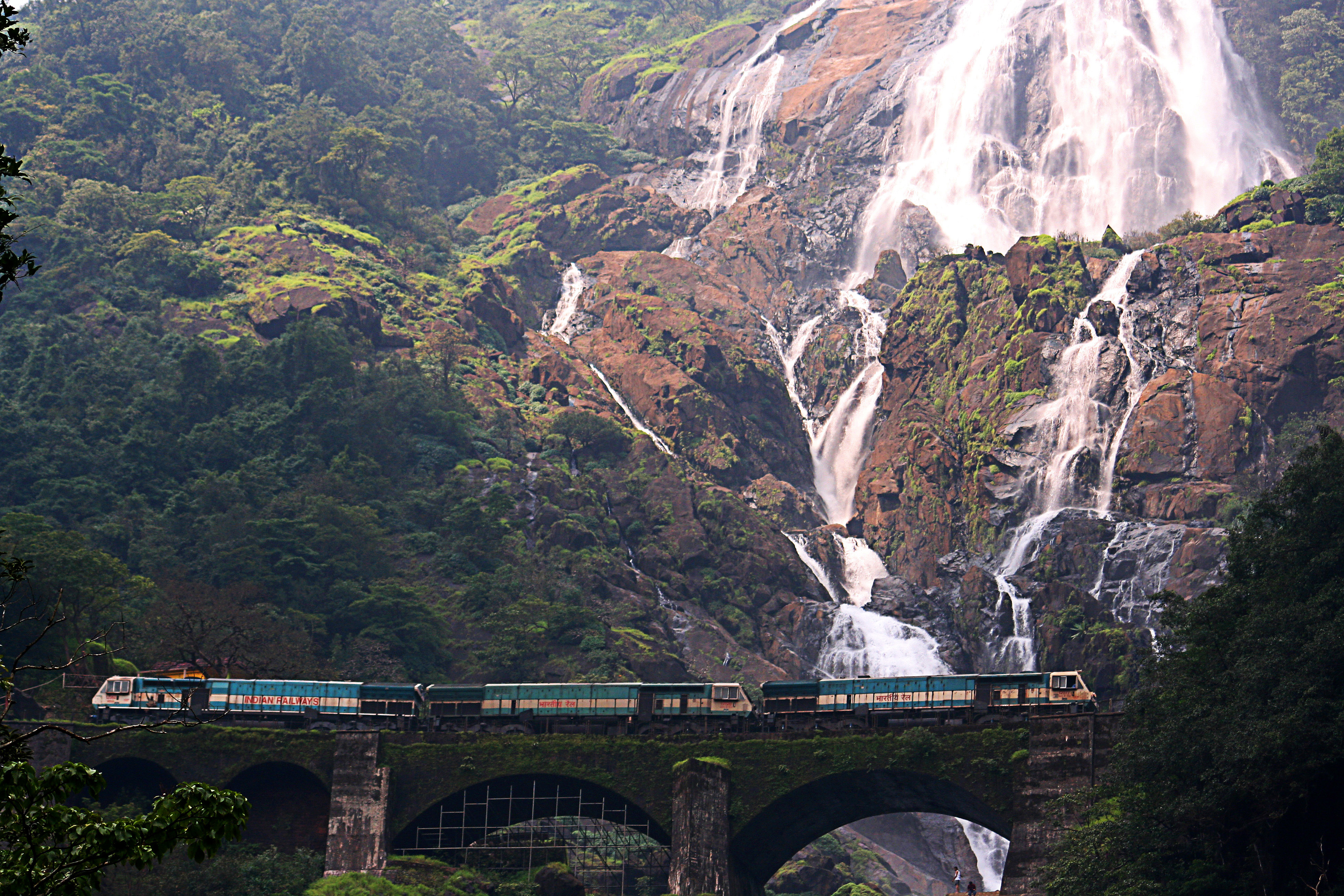
Lokomotiven auf der Brücke über die Wasserfälle
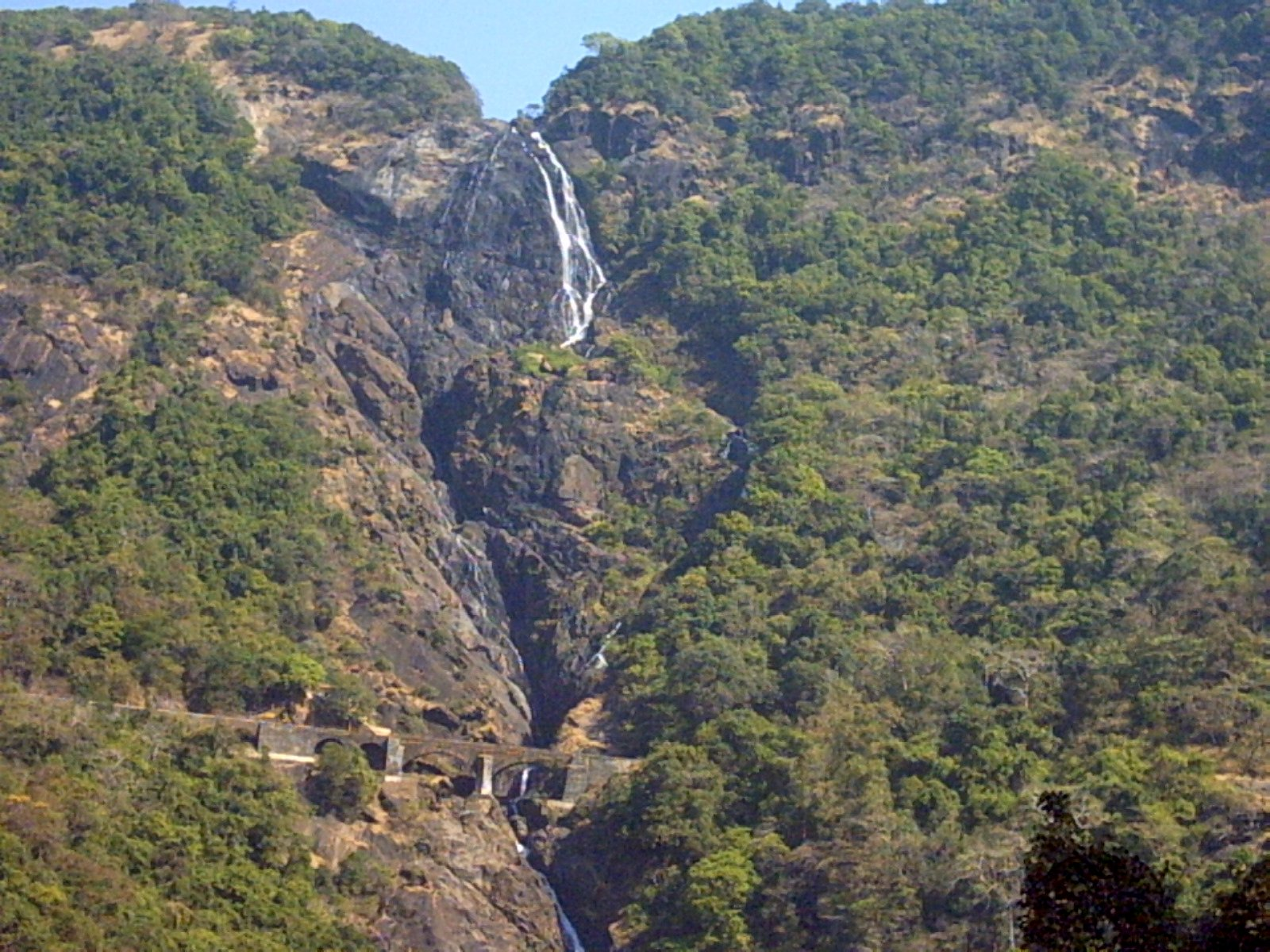
Wasserfälle in der Trockenzeit
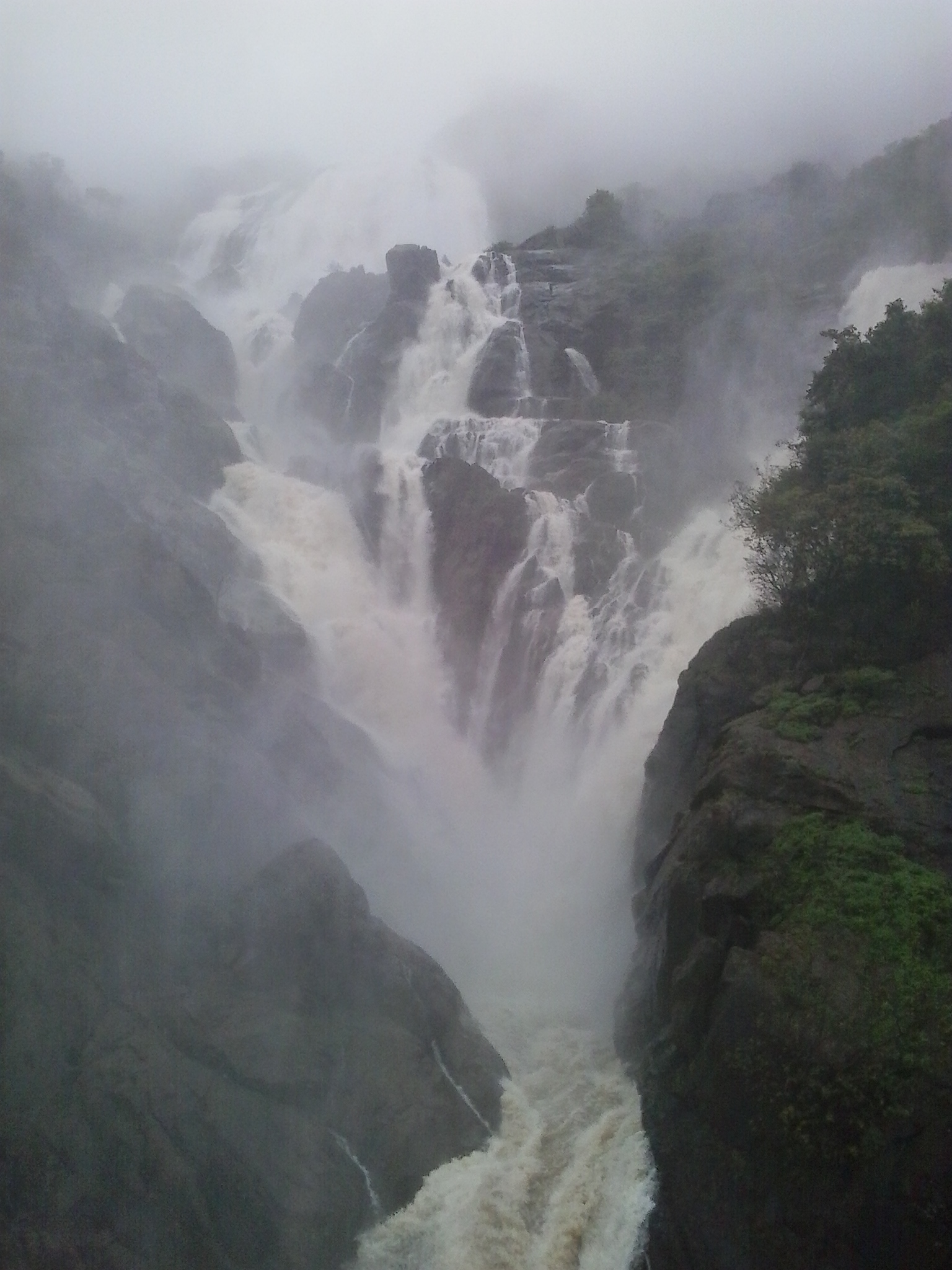
Dudhsagar-Wasserfälle im August